# Kurtkowiec
Kurtkowiec případně Staw w Roztoce je ledovcové jezero ve skupině Gąsienicowých Stawů ve Vysokých Tatrách v Polsku. Nachází se ve střední části Doliny Zielone Gąsienicowe. Má rozlohu 1,5270 ha a je 212 m dlouhé a 139 m široké. Dosahuje maximální hloubky 4,8 m a objem vody v něm činí 21 200 m³. Leží v nadmořské výšce 1686 m.

## Okolí
Jezero má nepravidelný tvar. V jihozápadní části do jezera zasahuje výrazný poloostrov. Uprostřed jezera se nachází ostrov porostlý kosodřevinou o rozloze 0,067 ha, který vystupuje do výšky 3 m nad hladinu plesa a je nejvýše položeným ostrovem v Polsku. Jihovýchodně od plesa se nacházejí Czerwone Stawki Gąsienicowe, na jihozápadě Zielony Staw Gąsienicowy a na severu Dwoiśniaczek a za ním Dwoisty Staw Gąsienicowy.

## Vodní režim
Na jižním konci do jezera ústí stálý potok z Niżneho Czerwoneho Stawku a západně od něj občasný průtok z Wyżneho Czerwoneho Stawku. Na západě ústí občasné rameno potoka z Długeho Stawu Gąsienicoweho. Voda odtéká na sever jen za vysokého stavu vody do Dwoiśniaczku a dále do Dwoisteho Stawu Zachodniho. Rozměry jezera v průběhu času zachycuje tabulka:
| Rok  | Měření prováděl  | Rozloha ha | Délka m | Šířka m | Hloubka max.m | Objem m³ |
| ---- | ---------------- | ---------- | ------- | ------- | ------------- | -------- |
| —    | WET              | 1,56       | 212     | 139     | 4,8           | —        |
| 2004 | satelitní snímek | 1,536      | —       | —       | —             | —        |
| 2005 | Gregor, Pacl     | 1,5270     | —       | —       | 4,8           | 21 200   |

## Přístup
Modrá turistická značka vede několik desítek metrů od jeho jižního břehu. Jezero je přístupné:
- po  modré turistické značce od chaty Murowaniec k Czarnemu Stawu Gąsienicowemu a dále
  - po  zelené turistické značce na sedlo Karb a dále
    - po  modré turistické značce k plesu
- po  černé turistické značce od dolní stanice lanovky na Kasprov vrch k rozcestí 50 m západně od plesa a dále
  - po  modré turistické značce k plesu